# Burgtor
Burgtor er en byport opført i 1444 i gotisk stil i Lübeck. Det er den ene af de to middelalderlige byport, som var en del af byens forsvarsværker, hvoraf den anden er den mere berømte Holstentor.
Der blev tilføjet et tag i barokstil i 1685.